# 65-й армейский корпус (вермахт)
65-й армейский корпус (специального назначения) (нем. LXV. Armeekorps z.b.V.), создан 22 ноября 1943 года. Расформирован 20 октября 1944 года.

## Назначение корпуса
Предназначался для обеспечения запуска крылатых ракет «Фау-1».
С декабря 1943 года по май 1944 — дислоцировался в северной Франции.

## Состав корпуса
- штаб
- батальон связи
- два зенитных полка

## Командующий корпусом
- генерал артиллерии Эрих Хайнеман